# Luis Pardo Céspedes
Luis Pardo Céspedes (20 de junio de 1968, Barcelona), empresario y escritor, es experto en liderazgo y nuevas tecnologías así como su aplicación a la pequeña y mediana empresa. Desde 2014 es CEO y Vicepresidente ejecutivo de Sage Iberia. Entre los reconocimientos recibidos en 2021 ha sido galardonado como “Mejor Directivo del Año” por la prestigiosa revista Capital. En 2018 ha recibido la Medalla de Oro al Mérito en el Trabajo, de la Asociación Europea de Economía y Competitividad. Es experto en management y su ejercicio del liderazgo como CEO de Sage Iberia fue reconocido con el premio al "CEO del Año" por el diario La Razón en 2017.

## Desarrollo profesional
Los inicios de Luis Pardo han marcado el desarrollo de su carrera. Nacido en el seno de una familia de pequeños y medianos empresarios pudo conocer los problemas que viven las PYMEs y plantear soluciones a los mismos. Sus estudios y su experiencia familiar, le han permitido convertirse en uno de los grandes expertos españoles en la aplicación de nuevas tecnologías y digitalización de pequeñas empresas. Debido a su trabajo como CEO de Sage Iberia, compañía con más de 1.500 empleados en España y Portugal, fue reconocido con el premio al CEO del Año por el diario La Razón, quienes resaltaron su gran contribución a la digitalización y competitividad de las empresas. Además, Luis Pardo es un fiel defensor de la sostenibilidad, así como de la diversidad como motor de la innovación y es experto en gestionar equipos multidisciplinares, multigeneracionales y multiculturales.

### Formación académica
Es Licenciado con Summa Cum Laudem en Dirección y Administración de Empresas en la European University. Continuó  su formación con el máster en Dirección General, por el IESE - Business School (Universidad de Navarra); el Master and Business Administration, por EADA - Business School (Barcelona); y el máster en Ciencias de los Negocios, por Management School (Barcelona). También ha realizado diferentes postgrados en temas diversos, como el Programa de Consejeros de ESADE o el Programa de Inteligencia Artificial en Estrategia por el MIT. 

### Carrera profesional
Comenzó su carrera en 1989, un año después de terminar su licenciatura, como responsable de marketing en Copeca, una empresa familiar del sector de la alimentación que había iniciado su internacionalización. Tres años después, dio el salto a Gesfime donde trabajó en finanzas y ventas, especialidad que había estudiado en la Universidad. A partir de ese momento se fortaleció su relación y conocimiento del sector de las PYMES, al realizar asesoramiento para este tipo de empresas. 
Tras su etapa en Gesfime dio el salto al mundo de las nuevas tecnologías, al situarse como director de operaciones de una compañía de servicios en el sector informático (Replitec). Tras esta etapa donde conoce el mundo de los medios digitales, se incorporó como Director al principal fabricante mundial en aquel entonces, MPO,  de soportes digitales físicos como fueron los CD y DVDs y donde trabajó con las principales empresas del mundo de software y multimedia. Al mismo tiempo, en MPO desarrolló un nuevo negocio con una empresa de servicios logísticos para el sector informático.
Pero el verdadero salto profesional se dio en 2001, cuando comenzó su relación profesional con SAGE, multinacional líder mundial en software de gestión para empresas. Tras varios cargos de responsabilidad, asumió la responsabilidad de la Dirección General de Clientes en Europa y en 2014 sería nombrado CEO y Consejero Delegado en España, Vicepresidente Ejecutivo de Sage Iberia y miembro del Comité Europeo.

## Experto en PYMES
Experto en la transformación digital de empresas y en especial de pymes. Apoyado en su experiencia personal, su herencia familiar y su trabajo en SAGE, defiende que "la primera palanca del crecimiento de una empresa en el siglo XXI es la innovación y en este caso, la innovación tecnológica". Además, destaca la importancia de la formación continua, que ha aplicado a su propia carrera profesional. Debido a todo ello, se ha convertido en referente en el mundo de las pymes y los autónomos. Todo ello le ha llevado a colaborar como firma invitada en revistas y diarios, como El País Economía.
Su conocimiento sobre la pequeña y mediana empresa y los autónomos le ha abierto la entrada a diversas instituciones y redes profesionales. Así, es miembro del Consejo de Acción Empresarial de CEOE, miembro del Consejo asesor de la Patronal de Fomento del Trabajo, miembro del Club Málaga Valley y Presidente del International Madrid Business Club. Desde 2019 es además board member del patronato de la Fundación Universitaria EADA. Desde 2020 es miembro del Comité de Dirección y miembro de la Junta Directiva de AMETIC, la patronal del Sector Tecnológico de España. Desde abril de ese mismo año también es presidente de la British Chamber of Commerce in Spain, de cuyo Governing Council ya formaba parte previamente. Finalmente, ejerce como advisor de numerosas startups, que le permiten tener un prisma mucho más amplio sobre la realidad del ecosistema empresarial y emprendedor en España.

## Experto en humanismo digital
Luis Pardo Céspedes es una de las primeras voces en hablar de humanismo digital en España y plasma su visión optimista y fundamentada sobre los efectos de la Cuarta Revolución Industrial en su libro ‘Viaje al centro del humanismo digital’, convencido de que con voluntad y ética la tecnología será nuestra mejor aliada para conseguir mundo mejor y más próspero.
La revolución tecnológica está replanteando las preguntas antropológicas de los maestros clásicos y planteando dilemas y retos éticos. Luis Pardo Céspedes defiende que el humanismo digital es la respuesta a cómo debemos usar la tecnología, volviendo de nuevo los valores humanistas y teniendo en cuenta que la tecnología debe estar siempre al servicio del ser humano para hacer nuestra vida más sencilla y más plena.

## Obra

### Publicaciones
- El ABC del autónomo. Guía práctica para planificar, financiar y gestionar tu propio negocio, Ed. Deusto (2016). ISBN: 9788423424870
- Siete claves para el éxito de las Start-Ups (edición digital)
- Viaje al centro del humanismo digital, Ed. Verssus (2019). ISBN: 9788494944369

### Capítulos de libros en los que ha colaborado
- VV.AA: Lean Service Management Total, Gestión 2000, Grupo Planeta (2021)
- VV.AA: La empresa en España: Objetivo 2020, Ed. Deusto (2017).
- VV.AA: Internacionalización: claves y buenas prácticas, Profit (2015)
- VV.AA: Nuevas tendencias en gestión pública, Profit (2011)

## Reconocimientos
Luis Pardo Céspedes, ha recibido diversos premios y reconocimientos a lo largo de su trayectoria. En 2020 y como CEO de Sage Iberia, recibió el reconocimiento de "Member of the Year" de los Movers & Shakers Business Awards 2020 organizados por Barcelona International Business Club. En 2018 recibió la Medalla de Oro al Mérito al Trabajo por la Asociación Europa de Economía y Competitividad y en 2017 fue reconocido como “CEO del Año” por el Diario la Razón. Ese mismo año Sage le reconoció como mejor “Ejecutivo del Mundo” y además le otorgaron la Estrella de Oro por el Instituto de Excelencia Profesional.
| Premio                                                     | Otorgado por                                     | Año  |
| ---------------------------------------------------------- | ------------------------------------------------ | ---- |
| Directivo del Año                                          | Revista Capital                                  | 2021 |
| CEO del año Gran Empresa 2020                              | Club CEO                                         | 2020 |
| Member of the Year de los Movers & Shakers Business Awards | Barcelona International Business Club            | 2020 |
| Medalla de Oro al Mérito en el Trabajo                     | Asociación Europea de Economía y Competitividad. | 2018 |
| CEO del Año                                                | Premios Tecnología e Innovación, de La Razón     | 2017 |
| Best World #1                                              | SAGE                                             | 2017 |
| Estrella de Oro de la Excelencia Profesional               | Instituto Excelencia Profesional                 | 2017 |
| Leadership Award                                           | EU Business School                               | 2016 |
| Confident Leader Award                                     | SAGE                                             | 2014 |
| Innovation Award                                           | SAGE                                             | 2007 |